# Shining Star ☆忘れないから☆
『Shining Star☆忘れないから☆』（シャイニング スター わすれないから）は、玉置成実の4枚目のシングルで、2004年1月28日にレーベルゲートCD2（SRCL 5628）として発売された。後にCDDAとして「SRCL 6100」が再発と同時にSRCL 5628の流通を停止。レーベルはソニー・ミュージックレコーズ。

## 収録曲
1. Shining Star☆忘れないから☆
作詞:Satomi・Stefan Aberg・Shusui
作曲:Stefan Aberg・Shusui
編曲:Stefan Aberg・Shusui
テレビ朝日系『Matthew's Best Hit TV』エンディングテーマ。「きらきら星」のサンプリング曲。
ミュージックビデオは閉園後の富士急ハイランドで撮影された（登場するメリーゴーラウンドは2023年1月に営業終了）[1]。
2. 悲しみのバレンタイン
原作詞・作曲:Daniel Gibson・Jörgen Ringqvist
作詞:西田恵美
編曲:Jörgen Ringqvist
3. High School Queen
原作詞・作曲:Daniel Gibson・Jörgen Ringqvist
作詞:西田恵美
編曲:Anders Bergstrom）
4. Shining Star☆忘れないから☆ (instrumental)